# Dwór obronny w Jastrzębcach
Dwór obronny w Jastrzębcach – zabytkowy dwór wybudowany w miejscowości Jastrzębce. Pierwotnie renesansowy z XVI wieku, przebudowany na barokowy w XVIII w.
Renesansowy dwór obronny zbudowany z kamienia i cegły w 1561 na planie litery "U" (boczne skrzydła z XVIII lub XIX w.), przebudowany w połowie XIX w. Kryty dachem czterospadowym, pokrytym dachówkami,  mury szachulcowe w większości zniszczone. Renesansowy dwór miał wydłużoną bryłę i posiadał co najmniej dwie kondygnacje: przyziemie i piętro. Przyziemie, wzniesione z kamienia łamanego z dodatkiem eratyków i cegły, składało się z pięciu prostokątnych pomieszczeń krytych kolebkami, ustawionych równolegle do siebie i nie połączonych między sobą. Każde z tych wnętrz posiadało w północnej ścianie okno, natomiast w południowej wejście oprawione w półkolisty piaskowcowy portal. W XVIII w. dawne przyziemie w trakcie budowy obecnego barokowego dworu stało się piwnicą. 